# Lake Waramaug State Park
Lake Waramaug State Park ist ein State Park im US-Bundesstaat Connecticut auf dem Gebiet der Gemeinde Kent, Litchfield County am Nordufer des Lake Waramaug. Das Land mit ca. 38 ha (95 acre) wurde bereits 1920 vom Staat erworben. Der Park ist vor allem im Herbst ein beliebter Ausflugsort, wenn die Herbstfärbung die umliegenden Wälder in spektakuläre Farben taucht. Darüber hinaus bieten sich Möglichkeiten zum Schwimmen, Angeln, Boot fahren, Campen. Toiletten und eine Bootsrampe für Kanus und kleine Boote sind vorhanden.

## Name
Der Name des Sees leitet sich ab von einem Indianer-Häuptling, der in diesem Gebiet sein Sommerlager unterhielt.

## Geographie
Der Park liegt an der nordwestlichsten Bucht des Lake Waramaug, gegenüber der Landzunge Arrow Point. Die Gewässer gehören zum Einzugsgebiet des Aspetuck River.